# Костенко Діна Петрівна
Діна (Діана) Петрівна Костенко (нар. 18 серпня 1924, Бобрик Другий, Одеська губернія — 29 серпня 2002, Суми) — історик, доктор історичних наук, професор.

## Біографія
Діна Петрівна Костенко народилась 18 серпня 1924 року в селі Бобрик Другий Одеської області в сім'ї службовців. В 1931 році закінчила семирічну Познянську школу, навчалась у Первомайській педагогічній і фельдшерській школах. Учасник Другої світової війни.

## Освіта
В 1953 році закінчила Латвійський педагогічний інститут за спеціальністю «Історія».

## Трудова діяльність
З 1953 року — викладач Каунаського політехнічного інституту. З 1954 до 1963 рр. працювала в Дніпропетровському будівельному інституті. З 1963 року працювала викладачем історії Сумського державного педагогічного інституту імені А. С. Макаренка.
Померла на 79-му році життя 29 серпня 2002 року.

## Відзнаки
Нагороджена орденами Червоної Зірки, Вітчизняної війни ІІ ступеню, медалями.